# Kadosactis rosea
Kadosactis rosea är en havsanemonart som beskrevs av Daniel Cornelius Danielssen 1890. Kadosactis rosea ingår i släktet Kadosactis och familjen Sagartiidae. Inga underarter finns listade i Catalogue of Life.